# Liste grüner Parteien

Stimmanteile grüner Parteien in Europa (Stand Juli 2015)

Diese Liste führt zusammenfassend Parteien auf, deren Programmatik durch Themen der Grünen Politik geprägt wird. Trotz dieses gemeinsamen programmatischen Kerns können sich die Parteiprogramme in ihrer Ausrichtung deutlich unterscheiden.
Ein Teil der grünen Parteien gehört zu übernationalen Netzwerken. Weltweit ist die Mehrzahl der grünen Parteien im Global Green Network zusammengeschlossen. Der Weltdachverband der grünen Parteien ist Global Greens. Mit den World Ecological Parties besteht ein Dachverband eher ökologisch-konservativer Parteien.

## Übernationale Parteien und Vereinigungen
- Afrika: Federation of Green Parties of Africa
- Amerika: Federation of the Green Parties of the Americas
- Asien und Pazifik: Asia-Pacific Green Network (APGN)
- Eurasien: Eurasische Vereinigung grüner Parteien
- Europa: Europäische Grüne Partei (EGP)
- Nordeuropa: 
  - Nordische Grüne Linke (NGV)
  - Zentrumsgruppe (MG)

## Afrika
- Ägypten: Egyptian Green Party
- Algerien: Parti écologie et liberté
- Angola: Partido Nacional Ecológico de Angola
- Benin: Les Verts du Bénin
- Burkina Faso: Rassemblement des Ecologistes du Burkina Faso
- Elfenbeinküste: Parti pour la Protection de l'Environnement
- Guinea: Parti des Ecologistes Guinéens
- Guinea-Bissau: Liga Guineense de Protecçao Ecologica
- Kamerun: Défense de l’Environment Camerounais
- Kenia: Mazingira Green Party
- Demokratische Republik Kongo: Rassemblement des Écologistes Congolais
- Mali: Parti Ecologiste du Mali
- Mauritius: Mouvement Républicain - the Green Way
- Marokko:
  - Izigzawen
  - Les Verts
- Mosambik: Grüne Partei Mosambiks
- Niger: Rassemblement pour un Sahel Vert
- Nigeria: Green Party of Nigeria
- Ruanda: Ökologische Partei
- Sambia: Liberal Green Party of Zambia
- São Tomé und Príncipe:
  - Príncipe: Movimento Verde para o Desenvolvimento do Príncipe
- Senegal: Les Verts
- Somalia: Somalia Green Party
- Südafrika: Green Party of South Africa
- Tunesien:
  - Parti des verts pour le progrès
  - Tunisie verte
- Uganda: Uganda Green Party

## Amerika
- Argentinien: Iniciativa Verde
- Aruba: Red Democratico
- Brasilien: 
  - Partido Verde (Grüne Partei)
  - Rede Sustentabilidade
- Chile: Partido Ecologista
- Dominikanische Republik: Partido Verde Dominicano
- Guatemala: Movimiento Semilla
- Haiti: Parti Vert Haïtien
- Kanada:
  - Grüne Partei Kanadas
    - British Columbia:
      - Green Party of British Columbia

    - New Brunswick:
      - Green Party of New Brunswick

    - Prince Edward Island:
      - Green Party of Prince Edward Island

    - Ontario:
      - Green Party of Ontario

    - Québec:
      - Parti vert du Québec
- Kolumbien: Alianza Verde
- Mexiko: Partido Verde Ecologista de México
- Nicaragua: Partido Verde Ecologista de Nicaragua
- Peru: Partido Ecologista Alternative Verde del Peru
- St. Vincent und die Grenadinen: Saint Vincent and the Grenadines Green Party
- Uruguay: Partido del Sol
- Venezuela:
  - Movimiento Ecológico de Venezuela
  - Movimiento por una Venezuela Responsable, Sostenible y Emprendedora (Moverse)
- Vereinigte Staaten (USA): Green Party of the United States, Greens/Green Party USA

## Asien und Ozeanien
- Aserbaidschan: siehe Europa
- Australien: Australian Greens (Australische Grüne)
- Georgien: siehe Europa
- Israel:
  - haJerukim
  - Die Grüne Bewegung
- Japan:
  - Midori no Tō (Greens Japan)
  - Midori no Mirai („Grüne Zukunft“, Greens Japan)
  - Midori no Kaigi (Japan Greens)
- Kasachstan: Grüne Partei "Ruchanijat"
- Libanon Green Party of Lebanon
- Malaysia: Parti Hijau Malaysia (PHM)
- Mongolei:
  - Mongolyn Nogoon Nam (Mongolische Grüne Partei)
  - Irgènij Zorig–Nogoon Nam (Grüne Partei des Bürgerwillens)
- Neukaledonien: Les Verts Pacifique
- Neuseeland: Green Party of Aotearoa New Zealand (Grüne Partei von Aotearoa-Neuseeland)
- Nepal: Green Nepal Party
- Osttimor: Partido os Verdes de Timor (PVT)
- Papua-Neuguinea: Papua New Guinea Green Party
- Pakistan: Pakistan Greens
- Philippinen: Partido Kalikasan
- Polynesien: Heiura Les Verts Polynesiens
- Russland: siehe Europa
- Südkorea: Korea Greens
- Sri Lanka: Green Party Sri Lanka
- Taiwan: Grüne Partei Taiwans (台灣綠黨)
- Türkei: siehe Europa
- Usbekistan: Oʻzbekiston Ekologik partiyasi (OʻEP)
- Vanuatu: Confédération des Verts du Vanuatu

## Europa
- Albanien: Partia e Gjelbër (Grüne Partei)
- Andorra:
  - Concòrdia (Eintracht)
  - Els Verds d'Andorra (Die Grünen von Andorra)
- Aserbaidschan: Azərbaycan Yaşıllar Partiyası (Grüne Partei Aserbaidschans)
- Belarus: Belarussische Grüne Partei
- Belgien:
  - Flandern:
    - Groen

  - Wallonien:
    - Ecolo
- Bosnien-Herzegowina: Zeleni Bosne i Herzegovine
- Bulgarien:
  - Selena partija (Grüne Partei)
  - Seleno dwischenie (Grüne Bewegung)
  - Partija na selenite (Partei der Grünen)
- Königreich Dänemark:
  - Dänemark:
    - De Grønne (Die Grünen)
    - Socialistisk Folkeparti (Sozialistische Volkspartei)
    - Alternativet (Die Alternative)
    - Frie Grønne (Freie Grüne)
- Deutschland:
  - Bündnis 90/Die Grünen
  - Freiparlamentarische Allianz (FPA)
  - Klimalisten
    - Klimaliste Deutschland
    - Klimaliste Baden-Württemberg (KlimalisteBW) (2020–2021)
    - Klimaliste Berlin
    - Klimaliste Sachsen-Anhalt (Klimaliste ST)

  - mut
  - Ökologisch-Demokratische Partei (ÖDP)
  - Ökologische Linke  (ÖkoLinX)
  - Partei Mensch Umwelt Tierschutz (Tierschutzpartei)
  - V-Partei³ - Partei für Veränderung, Vegetarier und Veganer (V-Partei³)
- Estland: Eestimaa Rohelised
- Finnland:
  - Vihreä Liitto/Gröna förbundet (Grüner Bund)
  - Åland:
    - Hållbart initiativ (Nachhaltige Initiative)
- Frankreich:
  - Les Écologistes bzw. Europe Écologie-Les Verts (Die Grünen-Europa Ökologie-Die Grünen)
  - Mouvement écologiste indépendant (Unabhängige ökologische Bewegung)
  - Génération écologie
  - Cap21
  - Parti écologiste
- Georgien: Sakartvelo’s mtsvaneta partia
- Griechenland: Ikologi Prasini
- Irland: Green Party/Comhaontas Glas (Grüne Partei/Grüne Allianz)
- Island: Vinstrihreyfingin – grænt framboð (Links-Grüne Bewegung)
- Italien: Europa Verde (Grünes Europa – Grüne)
  - Südtirol:
    - Verdi Grüne Vërc
- Kosovo: Partia e të Gjelbërve të Kosovës
- Kroatien:
  - Zelena lista
  - Održivi razvoj Hrvatske (Nachhaltige Entwicklung Kroatiens)
  - Možemo! (wir können!)
- Lettland:
  - Latvijas Zaļā Partija
  - Progresīvie
- Liechtenstein: Freie Liste
- Litauen: 
  - Lietuvos valstiečių ir žaliųjų sąjunga
  - Demokratų sąjunga Vardan Lietuvos
- Luxemburg: Déi Gréng (Die Grünen)
- Malta: ADPD
- Moldawien: Partidul Ecologist Alianța Verde din Moldova
- Montenegro:
  - Zeleni Crne Gore
  - Ujedinjena reformska akcija
- Königreich der Niederlande:
  - Niederlande:
    - De Groenen (Die Grünen)
    - GroenLinks (GrünLinks)
- Nordmazedonien: Demokratska Obnova na Makedonija (Demokratische Erneuerung Mazedoniens)
- Norwegen: Miljøpartiet De Grønne (Umweltpartei Die Grünen)
- Österreich:
  - Die Grünen – Die Grüne Alternative
  - Jetzt – Liste Pilz
  - Vereinigung Österreichs Liberaler Grüner (VOLG)
- Polen: Partia Zieloni (Partei Die Grünen)
- Portugal: 
  - Partido Ecologista Os Verdes (Ökologische Partei Die Grünen)
  - Livre
  - Pessoas - Animais - Natureza / PAN (Menschen - Tiere - Natur)
- Rumänien:
  - Partidul Verde
  - Partidul Ecologist Român
- Russland:
  - Aljans Seljonych (Allianz der Grünen)
  - Rossijskaja ekologitscheskaja Partija "Seljonye" (Russische Ökologische Partei "Die Grünen")
  - Seljonaja Rossija (Grünes Russland, zu Jabloko)
- Schweden:
  - Miljöpartiet de Gröna (Umweltpartei Die Grünen)
  - Centerpartiet (Zentrumspartei)
- Schweiz:
  - Grüne Partei der Schweiz
  - Grünliberale Partei
- Serbien:
  - Zeleni Srbije
  - Zelena stranka
- Slowakei: Strana Zelenych na Slovensku
- Slowenien: 
  - Stranka mladih – Zeleni Evrope (Europäische Grüne)
  - VESNA – zelena stranka
  - Zeleni Slovenije
- Spanien:
  - Confederación de Los Verdes (Konföderation der Grünen)
  - Verdes Equo
  - Katalonien:
    - Esquerra Verda (Linke Grüne)
    - Iniciativa per Catalunya Verds (Initiative für Katalonien-Grüne)
- Tschechien:
  - Strana Zelených
  - Zelení
  - Demokratická strana zelených
- Türkei:
  - Yeşiller ve Sol Gelecek Partisi
  - Yeşiller Partisi
- Ukraine: Partei der Grünen der Ukraine
- Ungarn:
  - LMP – Magyarország Zöld Pártja (LMP – Ungarns Grüne Partei)
  - Párbeszéd (Dialog, eigentlich Párbeszéd Magyarországért (Dialog für Ungarn))
  - Zöld Demokraták Szövetsége (Bund Grüner Demokraten)
- Vereinigtes Königreich:
  - England und Wales:
    - Green Party of England and Wales (Grüne Partei von England und Wales),
      - London Green Party
      - Wales:
        - Wales Green Party (Walisische Grüne Partei)

  - Schottland:
    - Scottish Green Party (Schottische Grüne Partei)

  - Nordirland:
    - Green Party in Northern Ireland (Grüne Partei in Nordirland)

  - Isle of Man:
    - Isle of Man Green Party (Grüne Partei der Isle of Man)
- Zypern: Kinima Ikologon – Synergasia Politon (Ökologenbewegung – Bürgerkooperation)